# Маркетинг ключевых клиентов
Маркетинг ключевых клиентов — Account-based marketing (ABM) — это стратегический подход в продажах и маркетинге, посредством которого организация рассматривает перспективного или существующего покупателя, как отдельный рынок, и соответствующим образом строит свою коммуникацию.
Маркетинг ключевых клиентов помогает компаниям:
- лучшим образом удовлетворять потребности клиентов
- вступать в процесс сделки на более ранних стадиях
- подстраивать маркетинговые активности под стратегию клиента
- извлекать наибольшую выгоду из маркетинга
- вдохновлять покупателей привлекательным контентом

В то время, как традиционный маркетинг направлен на определенные сегменты рынка, продукты/решения или каналы (прямые/социальные/PR), маркетинг ключевых клиентов объединяет в себе все эти элементы при фокусировании своих усилий на конкретных индивидуальных клиентах, то есть рассматривает одного клиента, как один рынок. Компании используют маркетинг ключевых клиентов, когда хотят донести свое уникальное торговое предложение до конкретных организаций и ее сотрудников.
Маркетинг ключевых клиентов получил широкое распространение благодаря достижениям в области искусственного интеллекта и автоматизации маркетинга, которые позволили реализовывать подход с меньшими затратами ресурсов, более качественной разработкой персонифицированных маркетинговых активностей, а также автоматизацией системы измерения их эффективности.
В маркетинге ключевых клиентов выделяют следующие ключевые компоненты:
- выбор целевых клиентов
- создание карты контактов покупателя
- исследование потребностей контактов покупателя
- создание контента и индивидуальных программ
- исполнение индивидуальных программ и доставка контента
- работа координационной группы продаж и маркетинга
- измерение эффективности программ